# Liste der Beiträge für den besten fremdsprachigen Film für die Oscarverleihung 2008
Die folgenden 63 Filme, alle aus verschiedenen Ländern, waren Vorschläge in der Kategorie Bester fremdsprachiger Film für die Oscarverleihung 2008. Die hervorgehobenen Titel waren die fünf letztendlich nominierten Filme. 
Am 15. Januar 2008 veröffentlichte die Academy Liste mit neun vorausgewählten Kandidaten für den Preis. Unter den Kandidaten befand sich aber weder der Gewinner der Goldenen Palme 4 Monate, 3 Wochen und 2 Tage noch Persepolis der Gewinner des Jurypreises der Internationalen Filmfestspielen von Cannes.
Der Oscar ging letztlich an Die Fälscher, der Beitrag aus Österreich von Stefan Ruzowitzky.

## Beiträge
| Land                    | Deutscher Verleihtitel                     | Sprache(n)                                              | Originaltitel                    | Regisseur(e)                         | Ergebnis        |
| ----------------------- | ------------------------------------------ | ------------------------------------------------------- | -------------------------------- | ------------------------------------ | --------------- |
| Ägypten                 | Fi shaket masr el Gedeeda                  | في شقة مصر الجديدة (Fi shaket masr el Gedeeda)          | Arabisch                         | Mohamed Khan                         | Nicht nominiert |
| Argentinien             | XXY                                        | XXY                                                     | Spanisch                         | Lucía Puenzo                         | Nicht nominiert |
| Aserbaidschan           | Kaukasus                                   | Qafqaz                                                  | Aserbaidschanisch, Russisch      | Farid Gumbatov                       | Nicht nominiert |
| Australien              | The Home Song Stories                      | The Home Song Stories                                   | Kantonesisch, Englisch, Mandarin | Tony Ayres                           | Nicht nominiert |
| Bangladesch             | Swopnodanay                                | স্বপ্নডানায় (Swopnodanay)                                   | Bengali                          | Golam Rabbany Biplob                 | Nicht nominiert |
| Belgien                 | Ben X                                      | Ben X                                                   | Niederländisch                   | Nic Balthazar                        | Nicht nominiert |
| Bolivien                | Los Andes no creen en Dios                 | Los Andes no creen en Dios                              | Spanisch                         | Antonio Eguino                       | Disqualifiziert |
| Bosnien und Herzegowina | Ein richtig gutes Leben                    | Teško je biti fin                                       | Serbokroatisch                   | Srdan Vuletic                        | Nicht nominiert |
| Brasilien               | Das Jahr, als meine Eltern im Urlaub waren | O Ano em que Meus Pais Saíram de Férias                 | Portugiesisch                    | Cao Hamburger                        | Vorauswahl      |
| Bulgarien               | Der Totenwächter                           | Пазачът на мъртвите (Pazachyt na myrtvite)              | Bulgarisch                       | Ilian Simeonov                       | Nicht nominiert |
| Chile                   | Padre Nuestro – Vater unser                | Padre nuestro                                           | Spanisch                         | Christopher Zalla                    | Nicht nominiert |
| Volksrepublik China     | The Knot                                   | 云水谣 (Yun shui yao)                                   | Mandarin                         | Yin Li                               | Nicht nominiert |
| Dänemark                | Die Kunst, im Chor zu weinen               | Kunsten at græde i kor                                  | Dänisch                          | Peter Schønau Fog                    | Nicht nominiert |
| Deutschland             | Auf der anderen Seite                      | Auf der anderen Seite                                   | Deutsch, Türkisch                | Fatih Akin                           | Nicht nominiert |
| Estland                 | Klass                                      | Klass                                                   | Estnisch                         | Ilmar Raag                           | Nicht nominiert |
| Finnland                | Miehen työ                                 | Miehen työ                                              | Finnisch                         | Aleksi Salmenperä                    | Nicht nominiert |
| Frankreich              | Persepolis                                 | Persepolis                                              | Französisch                      | Vincent Paronnaud, Marjane Satrapi   | Nicht nominiert |
| Georgien                | Das russische Dreieck                      | რუსული სამკუთხედი (Rusuli samkudhedi)                   | Russisch                         | Aleko Tsabadze                       | Nicht nominiert |
| Griechenland            | Eduart                                     | Eduart                                                  | Albanisch, Deutsch, Griechisch   | Angeliki Antoniou                    | Nicht nominiert |
| Hongkong                | Exiled                                     | 放逐 (Fong juk)                                         | Kantonesisch                     | Johnnie To                           | Nicht nominiert |
| Indien                  | Eklavya – Der königliche Wächter           | एकलव्य (Eklavya)                                         | Hindi                            | Vidhu Vinod Chopra                   | Nicht nominiert |
| Indonesien              | Denias Senandung Di Atas Awan              | Denias Senandung Di Atas Awan                           | Indonesisch                      | John De Rantau                       | Nicht nominiert |
| Irak                    | Das Leiden des Volkes                      | Jani Gal                                                | Kurdisch                         | Jamil Rostami                        | Nicht nominiert |
| Iran                    | M wir Mutter                               | میم مثل مادر (Mim Mesle Madar)                          | Persisch                         | Rasul Mollagholipour                 | Nicht nominiert |
| Irland                  | Kings                                      | Kings                                                   | Irisch, Englisch                 | Tommy Collins                        | Nicht nominiert |
| Island                  | Der Tote aus Nordermoor                    | Mýrin                                                   | Isländisch                       | Baltasar Kormákur                    | Nicht nominiert |
| Israel                  | Beaufort                                   | בופור (Beaufort)                                        | Hebräisch                        | Joseph Cedar                         | Nominiert       |
| Italien                 | Die Unbekannte                             | La sconosciuta                                          | Italienisch                      | Giuseppe Tornatore                   | Vorauswahl      |
| Japan                   | Soredemo boku wa yatte nai                 | それでもボクはやってない (Soredemo boku wa yatte nai)   | Japanisch                        | Masayuki Suo                         | Nicht nominiert |
| Kanada                  | L’Âge des ténèbres                         | L’Âge des ténèbres                                      | Französisch                      | Denys Arcand                         | Vorauswahl      |
| Kasachstan              | Der Mongole                                | Монгол (Mongol)                                         | Mongolisch                       | Sergei Bodrow                        | Nominiert       |
| Kolumbien               | Satan                                      | Satanás                                                 | Spanisch                         | Andi Baiz                            | Nicht nominiert |
| Kroatien                | Armin                                      | Armin                                                   | Serbokroatisch                   | Ognjen Sviličić                      | Nicht nominiert |
| Kuba                    | La Edad de la peseta                       | La Edad de la peseta                                    | Spanisch                         | Pavel Giroud                         | Nicht nominiert |
| Libanon                 | Caramel                                    | سكر بنات (Sukkar banat)                                 | Arabisch, Französisch            | Nadine Labaki                        | Nicht nominiert |
| Luxemburg               | Kleine Geheimnisse                         | Perl oder Pica                                          | Luxemburgisch                    | Pol Cruchten                         | Nicht nominiert |
| Nordmazedonien          | Shadows                                    | Сенки (Senki)                                           | Mazedonisch                      | Milčo Mančevski                      | Nicht nominiert |
| Mexiko                  | Stellet Licht                              | Stellet licht                                           | Plautdietsch                     | Carlos Reygadas                      | Nicht nominiert |
| Niederlande             | Duska                                      | Duska                                                   | Dutch                            | Jos Stelling                         | Nicht nominiert |
| Norwegen                | Gekrallt                                   | Tatt av Kvinnen                                         | Norwegisch                       | Petter Næss                          | Nicht nominiert |
| Österreich              | Die Fälscher                               | Die Fälscher                                            | Deutsch                          | Stefan Ruzowitzky                    | Gewonnen        |
| Peru                    | Una sombra al frente                       | Una sombra al frente                                    | Spanisch                         | Augusto Tamayo                       | Nicht nominiert |
| Philippinen             | Donsol                                     | Donsol                                                  | Bikolano, Tagalog                | Adolfo Alix junior                   | Nicht nominiert |
| Polen                   | Das Massaker von Katyn                     | Katyń                                                   | Polnisch                         | Andrzej Wajda                        | Nominiert       |
| Portugal                | Belle Toujours                             | Belle Toujours                                          | Französisch                      | Manoel de Oliveira                   | Nicht nominiert |
| Puerto Rico             | Maldeamores                                | Maldeamores                                             | Spanisch                         | Mariem Pérez Riera, Carlos Ruíz Ruíz | Nicht nominiert |
| Rumänien                | 4 Monate, 3 Wochen und 2 Tage              | 4 luni, 3 săptămâni și 2 zile                           | Rumänisch                        | Cristian Mungiu                      | Nicht nominiert |
| Russland                | 12                                         | 12                                                      | Russisch, Tschetschenisch        | Nikita Mikhalkov                     | Nominiert       |
| Schweden                | Das jüngste Gewitter                       | Du levande                                              | Schwedisch                       | Roy Andersson                        | Nicht nominiert |
| Schweiz                 | Die Herbstzeitlosen                        | Die Herbstzeitlosen                                     | Schweizerdeutsch                 | Bettina Oberli                       | Nicht nominiert |
| Serbien                 | Klopka – Die Falle                         | Klopka (Клопка)                                         | Serbokroatisch                   | Srđan Golubović                      | Vorauswahl      |
| Singapur                | Singapur Queens – Born to Dance            | 881                                                     | Mandarin, Min Nan                | Royston Tan                          | Nicht nominiert |
| Slowakei                | Rückkehr der Störche                       | Návrat bocianov                                         | Deutsch, Slowakisch              | Martin Repka                         | Nicht nominiert |
| Slowenien               | Kurzschlüsse                               | Kratki stiki                                            | Slowenisch                       | Janez Lapajne                        | Nicht nominiert |
| Spanien                 | Das Waisenhaus                             | El orfanato                                             | Spanisch                         | Juan Antonio Bayona                  | Nicht nominiert |
| Südkorea                | Secret Sunshine                            | 밀양 (Milyang)                                          | Koreanisch                       | Lee Chang-dong                       | Nicht nominiert |
| Taiwan                  | Liànxí Qǔ                                  | 練習曲 (Liànxí Qǔ)                                      | Mandarin, Taiwanesisch           | Chen Hwai-En                         | Nicht nominiert |
| Thailand                | King Naresuan – Der Herrscher von Siam     | ตำนานสมเด็จพระนเรศวรมหาราช (Tamnan Somdej Phra Naresuan) | Thailändisch                     | Chatrichalerm Yukol                  | Nicht nominiert |
| Tschechien              | Ich habe den englischen König bedient      | Obsluhoval jsem anglického krále                        | Tschechisch                      | Jiří Menzel                          | Nicht nominiert |
| Türkei                  | Takva – Gottesfurcht                       | Takva                                                   | Türkisch                         | Özer Kızıltan                        | Nicht nominiert |
| Ungarn                  | Taxidermia – Friss oder stirb              | Taxidermia                                              | Ungarisch                        | György Pálfi                         | Nicht nominiert |
| Uruguay                 | El baño del Papa – Das große Geschäft      | El Baño del Papa                                        | Spanisch                         | César Charlone, Enrique Fernández    | Nicht nominiert |
| Venezuela               | Postales de Leningrado                     | Postales de Leningrado                                  | Spanisch                         | Mariana Rondón                       | Nicht nominiert |
| Vietnam                 | Das weiße Seidenkleid                      | Áo lụa Hà Đông                                          | Vietnamesisch                    | Lưu Huỳnh                            | Nicht nominiert |